# Cseszneki vár
A cseszneki vár (németül: Burg Zeßnegg) a Bakony hegységben, a Győr és Zirc közötti 82-es főút mellett, Csesznek község felett található középkori vár.
Könnyen megközelíthető, látogatható. Belépő van.

## Története
Az erődítmény az 1241–42-es tatárjárás utáni nagy várépítési korszak szülötte. Az első várat a Bána nembeli Cseszneki Jakab királyi kardhordozó (ensifer regis) emeltette 1263 körül egy védelemre kiválóan alkalmas sziklacsúcson. A vár első említése egy 1281-es oklevélben maradt fenn, mely szerint Jakab fiai közösen használhatták a várat. 1315-ben a Csákok elfoglalták a várat, de 1323-ban Lampert országbíró visszaítélte Cseszneki Mihály és fia Cseszneki János részére a birtokot, ők azonban még ez évben eladták a Csák nemzetségnek Pázmándfaluért és 100 ezüstdénárért. Károly Róbert király csatolta az uralkodói birtokokhoz a vadban bővelkedő területet. 1392-ben Luxemburgi Zsigmond a cseszneki várat az uradalmához tartozó harmincegy községgel együtt a Garai főnemesi famíliának adta át, azok délvidéki birtokaiért. A vár a Garai család birtokában maradt 1482-ig, a fiúág kihaltáig. Mátyás király 1483-ban kincstárnokának, Szapolyai Istvánnak adományozta. 1527-ben I. Ferdinánd foglalta el, így idegen kézre jutott. Cseszneket és uradalmát Bakics Pál kapta meg, aki haláláig, 1537-ig birtokolta. Rövid ideig Török Bálint kezén is volt a vár, majd 1540-ben Csaby István kapta, aki Eger főkapitánya volt. Később a Csaby–Wathay családok kezére került.

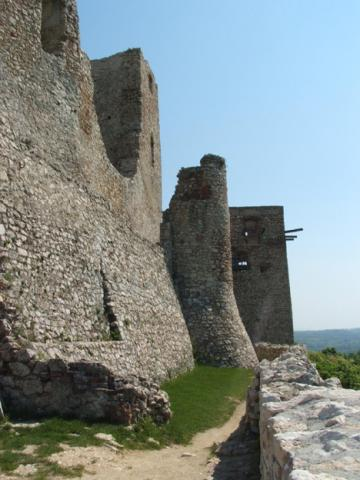
Csesznek, várrészlet

A 16. század közepére a hódító törökök benyomultak a Dunántúlra, ahol Csesznek – Wathay Lőrinc várkapitány vezetésével – végvárként védelmezte az országot. Életét egy tragikus baleset oltotta ki, 1573-ban bortól ittasan örömében egy régi lőporral töltött ágyút akart elsütni, amit a mellette álló pattantyús vonakodott megtenni. Lőrinc kapitány a fáklyát kezéből kikapva, meggyújtotta a kanócot, mire a löveg hatalmas robajjal szétrobbant, megölve mindkettőjüket. 1594-ben Győr elestét követően a vár török kézre került, de már 1598-ban sikerült visszafoglalni. A 16–17. század fordulóján a vár a gróf Cseszneky család birtokában volt. 1605-ben meghódolt Bocskai István csapatai előtt, 1619-ben pedig Bethlen Gábor vezérei, Haller György és Fekete Péter foglalta el a várat. Az 1622-es nikolsburgi béke alapján ismét királyi birtok lett. A Rákóczi-szabadságharc idején a várban lőszer- és élelmiszerraktár működött, de hadifoglyok gyűjtőhelye is volt. 1708-ban a császári hadak hiába ostromolták, de 1709-ben sikerült bevenniük.
A háborús idők elmúltával a vár szerepe megváltozott, a zordon kővárat az Esterházy grófok egy kényelmes lakhatást biztosító barokk kastéllyá alakították át. Korabeli források szerint 1780-ban elköltözött a főúri család, de a szolgaszemélyzet még használta a helyiségeket, amelyeket egy harminc esztendővel későbbi földrengés, majd tűzvész tett végképp lakhatatlanná. Az 1967–69-es feltárás során sikerül információkat gyűjteni a vár 13. századi állapotáról, annak ellenére, hogy a fellelhető romok nagyjából a 16. századi állapotnak felelnek meg.
1947-ben itt forgatták a Valahol Európában című filmben látható vár külső felvételeit.
A vár közelében jöttek létre Magyarország első via ferrata útvonalai 2013 nyarán. Az "Ostromlók útja" C, vagyis közepes erősségű és 120 méter hosszú, a D nehézségű "Várpanoráma út" hossza 180 méter, míg a legnehezebb (E fokozatú) Tálos Zoltán emlékút 70 méter hosszú.
A várat 2017-től kezdődően a Nemzeti Kastélyprogram és Nemzeti Várprogram keretében felújítják.

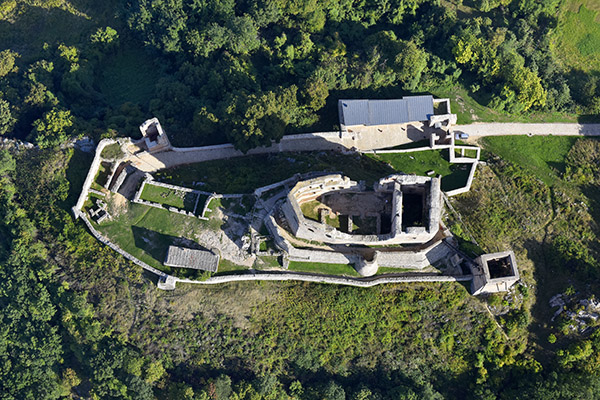
Cseszneki vár, légi fotó
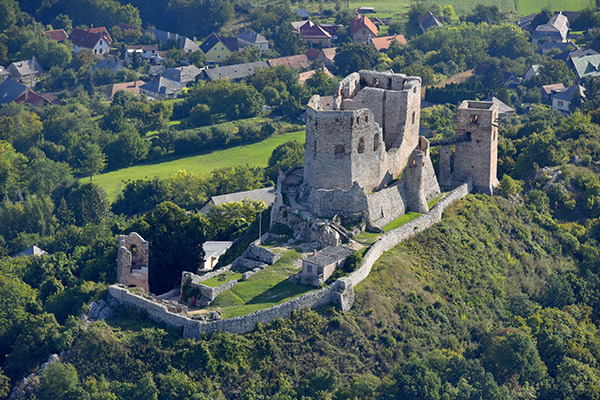
A cseszneki vár légi felvételen
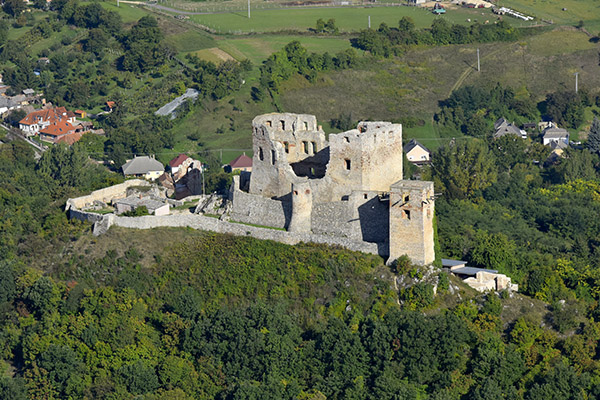
Vár (Csesznek) a levegőből
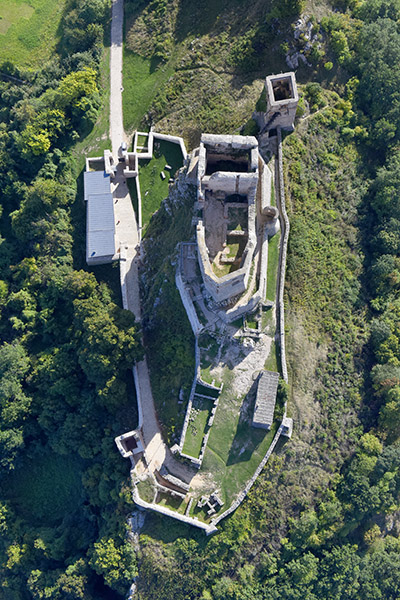
Csesznek vára madártávlatból

## Leírása
A régi, 13. századi vár alapfalai a felső vár délnyugati része alatt húzódtak. A feltárt nyomok szerint a téglalap alakú építmény a felső várnál lényegesen kisebb volt, amelyet harántfalak osztottak kisebb helyiségekre. Ezt a várat a 14. században teljesen lebontották. A 15. század eleji vár új alapokra épült. Az alaprajza egy téglalaphoz csatlakozó ötszöget formázott, középen belső udvarral. A déli oldalon alacsonyabb gazdasági épületek húzódtak, a többi fal a vár lakóépületeit rejtette. A déli oldalon egy félkör alaprajzú kis torony is állt. Az északnyugati bejáratot valószínűleg felvonóhidas kapu védte, melynek Garai-Cillei címeres szemöldökköve máig fennmaradt. A felső vár néhány szép faragású kőtöredékét a Magyar Nemzeti Múzeumban őrzik; ezekből a történészek arra következtetnek, hogy a vár hajdani külleme tükrözte az építtető Garai nádor gazdagságát.